# Edmund Fremantle
Edmund Robert Fremantle (16 juin 1836 - 10 février 1929) est un officier de la Royal Navy qui termine sa carrière comme commandant en chef, Plymouth.

## Carrière navale
Il est le fils de Thomas Fremantle (1er baron Cottesloe) et de Louisa Elizabeth Nugent, fille de George Nugent (1er baronnet) et descendante, par la mère de Louisa, Maria Skinner, de la famille Schuyler et de la famille Van Cortlandt d'Amérique du Nord britannique.
Fremantle rejoint la Royal Navy en 1849. Il sert dans la deuxième guerre anglo-birmane en 1852 et les guerres de Nouvelle-Zélande en 1864. Puis en 1861, il devient commandant du HMS Eclipse.
Promu capitaine en 1867, il commande le HMS Barracouta, le HMS Doris, le HMS Lord Warden et le HMS Invincible. Il est nommé officier supérieur de la marine à Gibraltar en 1881, puis commande le HMS Dreadnought. Il est promu contre-amiral en 1885 et nommé commandant en second de l'escadron de la Manche en 1886 et commandant en chef de la station des Indes orientales en 1888. Promu vice-amiral à partir de 1890, il devient commandant en chef de la Station de Chine en 1892 et commandant en chef de Plymouth en 1896. Il est promu amiral plus tard cette année-là et prend sa retraite en juin 1901.
Fremantle obtient le poste honorifique de contre-amiral du Royaume-Uni en juillet 1901 et le conserve jusqu'en 1926.
Il est nommé Chevalier Grand-Croix de l'Ordre du Bain lors de l'Anniversaire de 1899. Il est décrit comme « le père de la marine britannique » dans le magazine Time.
Il rejoint plus tard les fascistes britanniques.

## Famille
Le 31 août 1866, à Sydney, Edmund épouse Barberina Rogers Isaacs, fille aînée de l'hon. Robert Mackintosh Isaacs, solliciteur général de la Nouvelle-Galles du Sud. L'aîné de leurs cinq fils, l'amiral Sydney Fremantle, est né en mer le 16 novembre 1867.